# Jacobus Bax
Jacobus Bax (Zevenbergen, 24 mei 1880 – Dordrecht, 29 augustus 1942) was een Nederlands burgemeester. Van 1908 tot 1911 was hij burgemeester van Willemstad, en van 1911 tot 1940 was hij burgemeester van Barendrecht. In zijn ambtsperiode in deze laatste gemeente werden onder andere leidingen voor water, licht en gas aangelegd, werd het gemeentelijk grondbedrijf opgericht en werden veel gemeentewegen vernieuwd. Op 1 november 1940 vraagt hij naar aanleiding van het begin van de Tweede Wereldoorlog ontslag aan als burgemeester. In 1942 overlijdt hij aan de gevolgen van een auto-ongeluk.
Jacobus Bax was de vader van Gerrit Adriaan Bax, die zijn vader in het burgemeestersambt opvolgde. 